# 리마 보위
리마 로버타 보위(Leymah Roberta Gbowee, 1972년 2월 1일 ~ )는 라이베리아의 인권운동가이다. "평화를 위한 라이베리아 여성 대중행동(Women of Liberia Mass Action for Peace)"을 결성하고 여성이 주도하는 비폭력평화운동을 이끌어 2003년 제 2차 라이베리아 남북 전쟁을 종식시키는 데 큰 역할을 하였다. 2005년 선거에서는 라이베리아 여성들의 투표를 독려하여 여성 후보였던 엘렌 존슨 설리프가 아프리카 최초의 여성지도자가 되도록 도왔다. 2011년에 "여성의 안전을 위한 비폭력 투쟁과 여성의 평화구축 작업에 대한 완전한 참여권을 얻게 함"을 인정받아 노벨 평화상을 수상하였다.

## 같이 보기
- 여자 노벨상 수상자 목록
- 리시스트라타